# Chrioloba etaina
Chrioloba etaina là một loài bướm đêm trong họ Geometridae.